# Samuel Pullet
Samuel Pullet (auch: Pullett, * 10. April 1770 in Gramzow im Kreis Prenzlau; † 22. September 1825 in Grünberg in Schlesien) war preußischer Generalmajor und zuletzt Oberbrigadier der 2. Ingenieurbrigade.

## Herkunft
Die Familie gehörte zu den französischen Flüchtlingen, welche nach der Aufhebung des Edikts von Nantes nach Brandenburg kamen und schrieb sich ursprünglich Poulet. Seine Eltern waren Samuel Poulet (* 1719; † 17. Januar 1798) und dessen Ehefrau Isabella Hay (* 15. Februar 1737; † September 1779). Sein Vater war Hofprediger der französischen Kolonie in Stettin sowie Vorsteher einer Lehranstalt. Sein Verwandter Samuel von Boulet war Flügeladjutant des Königs. Sein Vater heiratete in dritter Ehe Marianne von der Lahr, eine Schwester des Generals Heinrich von der Lahr, Kommandeur des altpreußischen Mineur-Korps.

## Leben
Er besuchte das Gymnasium in Stettin und kam am 22. Oktober 1787 (auf Grund einer Verwechselung) als Ingenieur-Kondukteur in die Festung Neiße. Von dort wurde er am 15. Oktober 1788 an die Ingenieurakademie nach Potsdam versetzt. Sein Fleiß und Talent machten bald die Lehrer auf ihn aufmerksam. Aber 1789 gerieten er und der Schüler von Pirch in einen Streit mit dem Direktor Scheel, der ihn für einige Zeit sogar in den Arrest nahm, aus dem er jedoch entkommen konnte. Er wurde dann vom Kondukteur zum Eleven herabgestuft. Am 5. April 1790 wurde er zum Leutnant im Ingenieurskorps der Festung Graudenz ernannt und am 14. November 1793 nach Danzig versetzt. Dort wurde er am 24. Oktober 1804 Ingenieur vom Platz. Im Vierten Koalitionskrieg kämpfte er bei der Verteidigung von Danzig, wofür er den russischen St. Georgs-Orden 4. Klasse und am 9. Mai 1807 den Pour le Mérite erhielt.
Als Auszeichnung für sein tapferes Verhalten während der Belagerung wurde er am 19. Juni 1807 direkt zum Major mit Patent zum 23. Juni 1807 befördert. Bereits am 22. Juli 1807 wurden er und der Hauptmann Tiedemann zu Mitgliedern der Grenzregulierungskommsission für den Bezirk der Stadt Danzig ernannt. Am 28. Januar 1808 wurde er auch Mitglied der Untersuchungskommission. Am 12. Februar 1808 musste er nach Breslau, wofür ihm 100 Taler gewährt wurden, zudem erhielt er am 14. April 1808 die Mitteilung, dass sein Gehalt ab dem 1. April 1808 1000 Taler jährlich betragen würde. Am 10. Mai 1808 wurde er dann in das Vereinigte Ingenieurs- und Artillerie-Departement versetzt, aber bereits am 25. Dezember 1808 kam er zur 3. Division des Allgemeinen Kriegsdepartements. Dazu wurde er am 12. Februar 1810 Brigadier der Festungen in Pommern und der Mark. So bekam er am 15. August 1811 auch den Auftrag, die Festung Spandau instand zu setzen.
Im Vorfeld des Befreiungskrieges wurde am 20. Januar 1813 die Position des Brigadiers der Festungen nach Kolberg verlegt und am 30. April 1813 kam Pullet zum Blockadekorps von Danzig in den Stab des Herzogs Alexander von Württemberg. Im Krieg kämpfte er in der Belagerung von Danzig und den Gefechten bei Neuschottland, Neufahrwasser und auf der Westerplatte. Dafür bekam er am 17. Juni 1813 das Eiserne Kreuz 2. Klasse und den russischen St. Annen-Orden 2. Klasse, am 20. Juli 1813 die Beförderung zum Oberstleutnant und bereits am 21. September 1813 die zum Oberst.
Nach dem Krieg wurde er am 11. August 1815 dirigierender Ingenieur-Offizier der norddeutschen Bundestruppen und am 21. August Kommandeur der Ingenieure und Pioniere im V. Armeekorps. Dazu wurde sein Gehalt am 26. September 1815 auf 2600 Taler aufgestockt, was der Besoldung eines Regimentskommandeurs entsprach. Am 5. Januar 1816 wurde er zum Generalmajor ernannt und am 20. April 1816 wurde er Oberbrigadier der 1. Ingenieurbrigade. Am 25. Mai 1818 ernannte man ihn zum Oberbrigadier der 2. Ingenieurbrigade. Für seine Mühen erhielt er am 25. Januar 1825 den Roten Adlerorden 3. Klasse und am 16. Juli 1825 auch das Dienstkreuz. Er starb kurz danach am 22. September 1825 in Grünberg in Schlesien.

## Familie
Er heiratete am 4. April 1796 in Danzig Karoline Luise Kolshorn (* 15. November 1771; † 1. Mai 1851), geschiedene Zimmermann, eine Tochter des Leutnants der Artillerie August Gottlieb Kolshorn. Das Paar hatte mehrere Kinder:
- Henriette Karoline (* 4. März 1797)
- Karl Wilhelm Heinrich (* 17. November 1798; † 6. November 1824), Seconde-Lieutenant 8. Husaren-Regiment
- Wilhelmine Amalie (* 6. April 1801)
- Friedrich Adolf (* 27. Dezember 1804; † 5. Juli 1882), Oberstleutnant a. D.
- Ludwig Alexander (* 24. September 1806)
- Auguste Laura (* 1. November 1807)
- Albrecht Hermann (* 1. Januar 1813; † 8. April 1813)